# Салацгривский край
Са́лацгривский край (латыш. Salacgrīvas novads) — бывшая административно-территориальная единица на севере Латвии, в историко-культурной области Видземе. Край состоял из трёх волостей и двух городов — Айнажи и Салацгрива, последний из которых являлся центром края.
Площадь края составляла 637,6 км². Граничил с Лимбажским, Алойским краями Латвии и эстонским уездом Пярнумаа. С запада омывался Рижским заливом.
Край был образован 1 июля 2009 года из части расформированного Лимбажского района. До 1949 года эта территория входила в Валмиерский (Вольмарский) уезд.
В 2021 году в результате новой административно-территориальной реформы Салацгривский край был упразднён. Его территория вошла в состав Лимбажского края.
В 1937 году в местечке Унгены[уточнить] был найден клад куфических монет X века. Один из дирхемов был 792/793 года.

## Население
На 1 января 2010 года население края составляло 9408 человек.
Национальный состав населения края по итогам переписи населения Латвии 2011 года:
| Национальность | Численность, чел. (2011) | %        |
| -------------- | ------------------------ | -------- |
| Латыши         | 7589                     | 91,18 %  |
| Русские        | 366                      | 4,40 %   |
| Белорусы       | 66                       | 0,79 %   |
| Украинцы       | 120                      | 1,44 %   |
| Поляки         | 44                       | 0,53 %   |
| Литовцы        | 51                       | 0,61 %   |
| Другие         | 87                       | 1,05 %   |
| всего          | 8323                     | 100,00 % |

## Территориальное деление
- город Салацгрива (латыш. Salacgrīva)
- город Айнажи (латыш. Ainaži)
- Айнажская волость (латыш. Ainažu pagasts)
- Лиепупская волость (латыш. Liepupes pagasts)
- Салацгривская волость (латыш. Salacgrīvas pagasts)